# Talang Perapat
Talang Perapat is een bestuurslaag in het regentschap Seluma van de provincie Bengkulu, Indonesië. Talang Perapat telt 1012 inwoners (volkstelling 2010).